# Klingoni

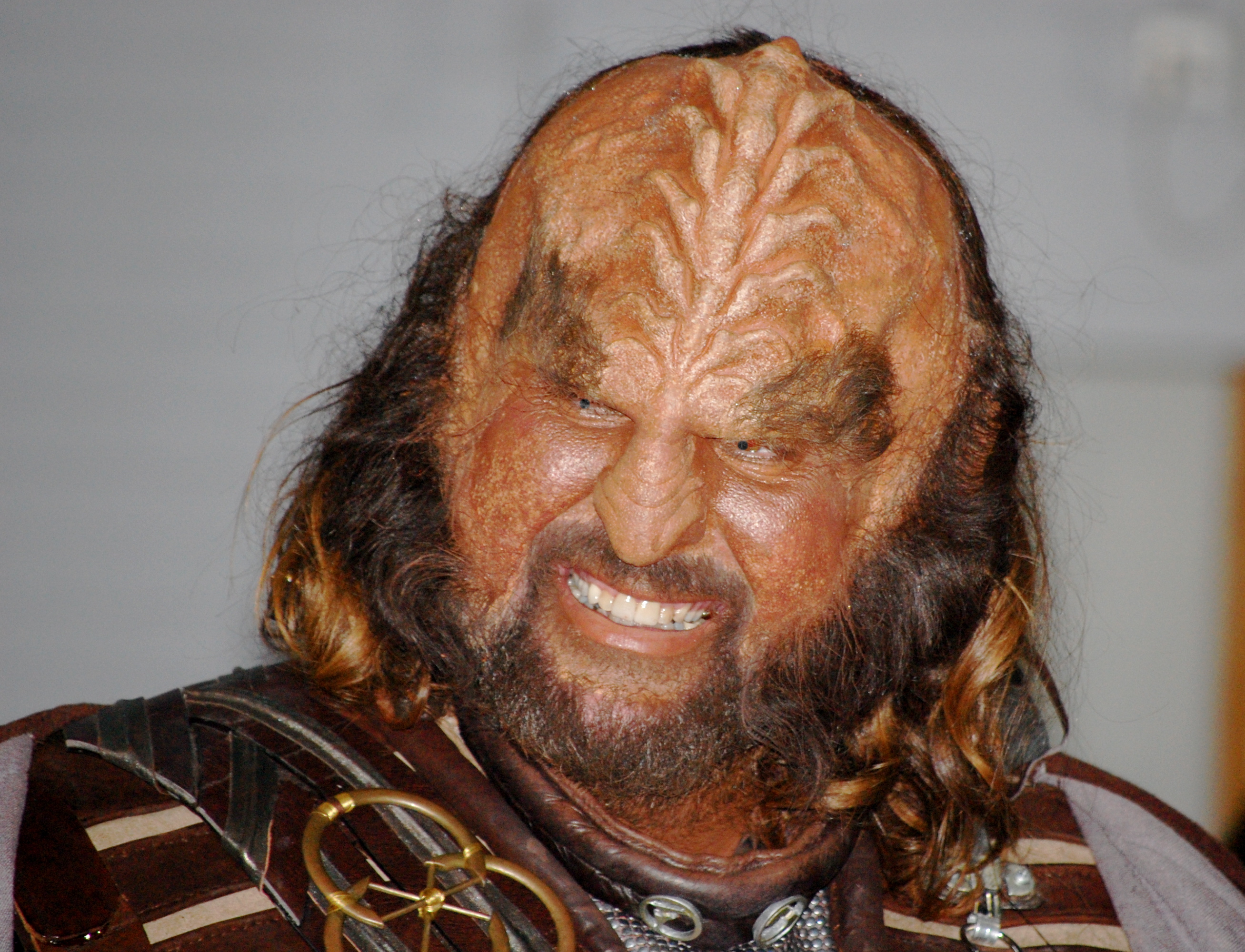
Twarz Klingona

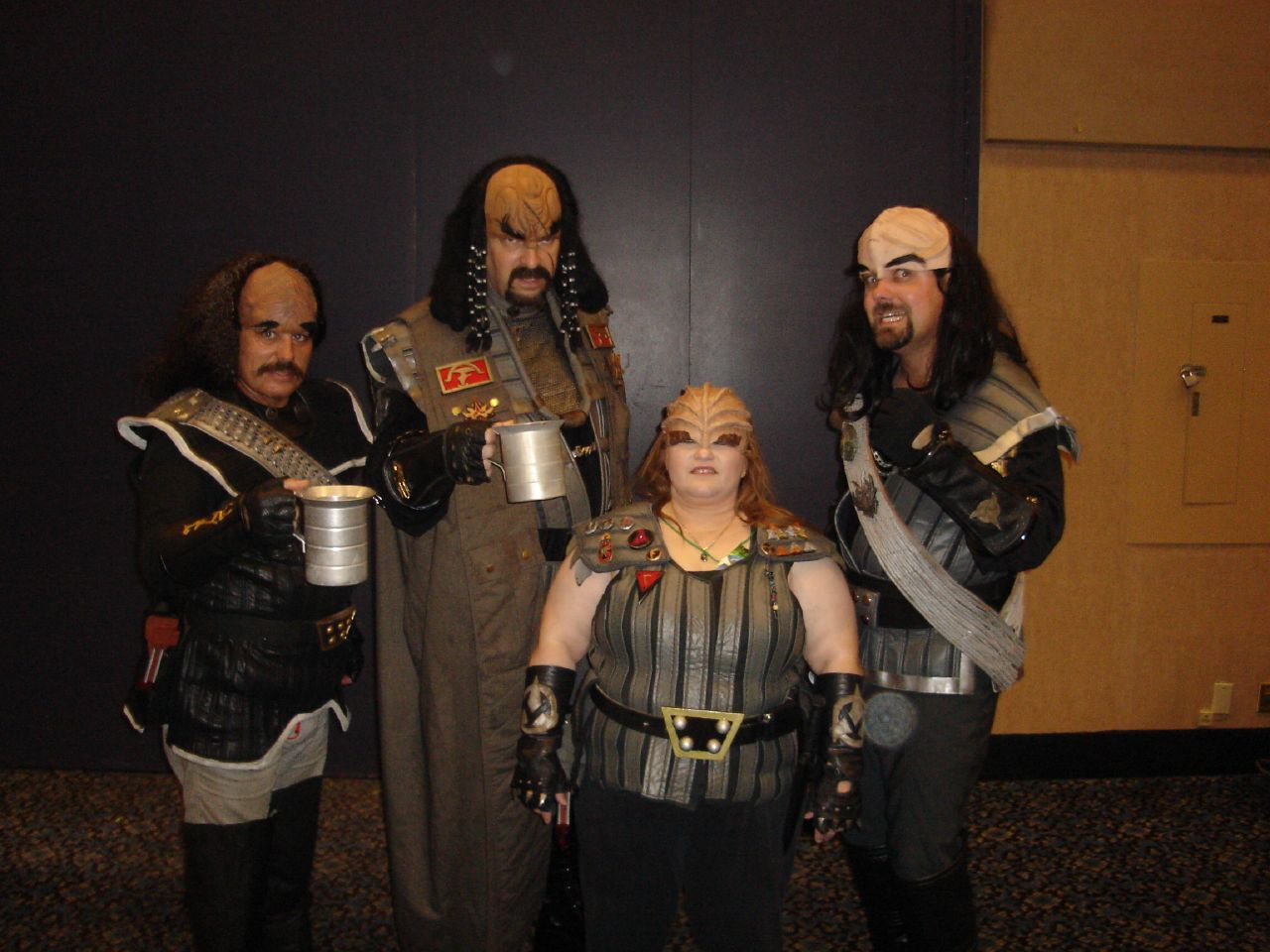
Fani serialu Star Trek w przebraniach Klingonów

Klingoni (w języku klingońskim tlhİngan) – fikcyjna rasa humanoidalna przedstawiona w serii Star Trek. 
Klingoni są rasą wojowników. Ich ojczystą planetą jest Qo'noS. Klingoni słyną z wielkiego męstwa oraz chęci do walki, a ich społeczeństwo funkcjonuje w oparciu o brutalne zasady, w których współczucie i słabość traktowane są z największą odrazą. W swoich poczynaniach Klingoni kierują się zasadami honoru i chęcią zdobycia chwały. 
Posługują się językiem klingońskim, który został wymyślony na potrzeby serialu, a następnie, dzięki zaangażowaniu fanów z całego świata, stał się jednym z najlepiej rozwiniętych sztucznych języków. 
W pierwszym serialu spod znaku Star Trek (ang. Star Trek: The Original Series) Klingoni zostali przedstawieni jako wrogowie i antagoniści Zjednoczonej Federacji Planet. Utworzone przez nich Imperium Klingońskie stanowi jedną z głównych sił Kwadrantu Alfa. W kolejnych serialach stosunki między Klingonami a Zjednoczoną Federacją Planet ulegają znacznej poprawie. W pewnych okresach Imperium Klingońskie jest głównym sojusznikiem Federacji.